# Victor Efteni
Victor Efteni (n. 2 februarie 1973, Beșghioz, Găgăuzia, Republica Moldova; în ucraineană Віктор Єфтенi) este un luptător ucrainean originar din Republica Moldova. Este „Maestru internațional al sportului din Ucraina”.

## Biografie
S-a născut în satul Beșghioz, raionul Ceadîr-Lunga din RSS Moldovenească, acum Găgăuzia, Republica Moldova.
S-a antrenat în RSS Moldovenească cu Saveli Kioroglo. Apoi s-a mutat în Ucraina și din 1992 s-a antrenat cu Ignat Grec. A jucat pentru echipa societății sportive „Dinamo” din Odesa, categoria de greutate de până la 48 kg.
Ca junior a fost medaliat (1990, Leningrad) și câștigător (1991, Ceboksarî) al campionatelor URSS. În 1992 a fost medaliat cu bronz al campionatului CSI de luptă liberă. A fost de șase ori campion al Ucrainei în anii 1991-1997. A fost medaliat cu argint la Jocurile Goodwill (1994, Sankt Petersburg). A participat la Jocurile Olimpice de vară din 1996 de la  Atlanta; a fost campion (1996, Budapesta) și medaliat cu bronz (1993, Istanbul; 1994, Roma; 1995, Freiburg) al Campionatelor Europene.

## Legături externe
- Profil la sports-reference.com
- Profil la International Wrestling Database
- Profil la rybnitsa.narod.ru